# 斯托金鎮區 (內布拉斯加州桑德斯縣)
斯托金鎮區（英語：Stocking Township）是位於美國內布拉斯加州桑德斯縣的一個行政鎮區。

## 地方資料
斯托金鎮區的面積為89.24平方千米，當中陸地面積為89.20平方千米，而水域面積為0.04平方千米。根據2020年美國人口普查的數據，當地共有人口460人，而人口密度為每平方千米5.15人。